# Simon Kristoffersen
Simon Renatus Søren Kristoffersen (* 4. Juni 1933 in Nuuk; † 21. April 1990 ebenda) war ein grönländischer Künstler.

## Leben
Simon Kristoffersen stammte aus einer Künstlerfamilie, bestehend aus seinem Vater Kristoffer Kristoffersen (1902–1970), seiner Mutter Dorthe Kristoffersen (geb. Jakobsen; 1906–1976), seinen Schwestern Sara Kristoffersen (1937–2008) und K'itura Kristoffersen (* 1939) und seinem Bruder Karl Kristoffersen (* 1943). Simon heiratete am 2. Dezember 1970 Charlotte Marie Melka Ane Petrussen (1952–1990), Tochter von Pavia und Batseba Petrussen.

Skulptur des Kaassassuk von Simon Kristoffersen in Nuuk

Simon Kristoffersen hatte wie der Rest seiner Familie keine künstlerische Ausbildung genossen. Lediglich 1967 besuchte er kurzzeitig die Königlich Dänische Kunstakademie. Er arbeitete mit Speckstein, Treibholz und Linolschnitt. Seine Motive waren meist durch Sport und Spiel inspiriert, entstammten der Mythologie wie mehrere Skulpturen aus der Sage um Kaassassuk oder stellten Szenen des traditionellen grönländischen Alltags dar, zum Beispiel Trommeltanz oder das Zerlegen eines Seehunds. Simon Kristoffersens Kaassaassuk-Skulptur in Nuuk war die erste große Kunstskulptur Grönlands. Seine Werke wurden in Grönland, Dänemark und Deutschland ausgestellt. 1971 erhielt er die Silbermedaille der Kunstakademie. 1984 erhielt er den Grönländischen Kulturpreis.
Simon Kristoffersen wurde gemeinsam mit seiner Frau am 21. April 1990 in ihrem Zuhause von der ältesten, zu dem Zeitpunkt 19-jährigen Tochter mit einem Jagdgewehr erschossen. Alle drei waren alkoholisiert und nach einem Streit zwischen Tochter und Mutter erschoss die Tochter Charlotte Kristoffersen im Schlaf. Nachdem Simon Kristoffersen erwacht war und nach dem Rechten sehen wollte, erschoss sie vor Schreck auch ihn. Sie wurde im anschließenden Gerichtsverfahren zu sieben Jahren Haft verurteilt.